# Acaeropa indica
Acaeropa indica is een rechtvleugelig insect uit de familie Pamphagidae. De wetenschappelijke naam van deze soort is voor het eerst geldig gepubliceerd in 1884 door Bolívar.